# Johannes Irmscher
Johannes Irmscher (* 14. September 1920 in Dresden; † 23. Mai 2000 in Rom) war ein deutscher Altphilologe. Irmscher war einer der bedeutendsten Altertumswissenschaftler und vor allem Wissenschaftsorganisator für diesen Bereich in der DDR.

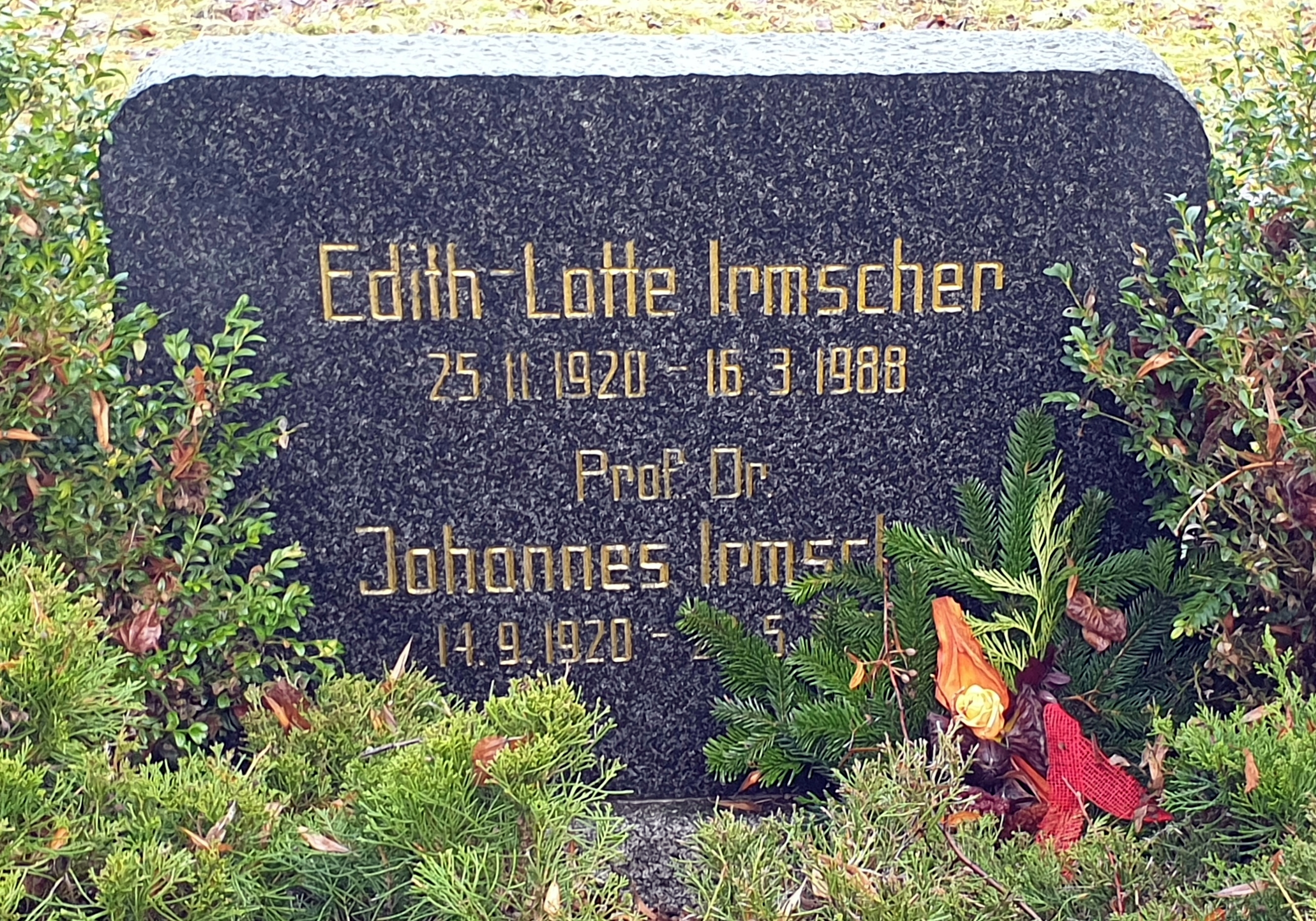
Grabstein auf dem Evangelischen Friedhof Berlin-Rosenthal

## Leben
Johannes Irmscher beantragte am 19. Mai 1938 noch als Schüler die Aufnahme in die NSDAP und wurde zum 1. September desselben Jahres aufgenommen (Mitgliedsnummer 6.957.433), sein Abitur legte er 1939 ab. Noch im selben Jahr begann er an der Universität Leipzig mit dem Studium der Klassischen Philologie, Byzantinistik und Neogräzistik. Schon 1940 musste er das Studium unterbrechen, weil er in die Wehrmacht einberufen wurde. Dort diente er bis Ende des Krieges 1945. Nach dem Krieg wurde er noch 1945 Leiter der Bibliothek der Kunstschaffenden in Berlin und blieb es bis 1946. Im Dezember 1947 wurde er mit einer Arbeit zum Thema Götterzorn bei Homer an der Berliner Universität promoviert, wurde zunächst wissenschaftlicher Assistent und noch im selben Jahr wissenschaftlicher Mitarbeiter der Kommission für spätantike Religionsgeschichte der DAW. Die Habilitation erfolgte 1951 zum Thema Iakobos Triboles, Poiemata, danach wurde Irmscher Dozent für Klassische Philologie. Seit September 1953 lehrte er als Honorarprofessor mit Lehrauftrag Klassische Philologie, Byzantinistik und Neogräzistik an der Humboldt-Universität zu Berlin (HUB). Von 1955 bis 1963 war Irmscher Geschäftsführender Direktor, von 1964 bis 1969 Direktor des Instituts für griechisch-römische Altertumskunde an der DAW. Nach der Umstrukturierung der Akademie wurde er 1969 Direktor des Wissenschaftsbereiches Griechisch-römische Kulturgeschichte am Zentralinstitut für Alte Geschichte und Archäologie. Zwischen 1958 und 1968 war Irmscher auch Direktor des Instituts für Byzantinistik an der Martin-Luther-Universität Halle-Wittenberg. 1985 wurde er emeritiert.
Irmscher war seit 1973 korrespondierendes, seit 1990 ordentliches Mitglied der Akademie der Wissenschaften der DDR und später Mitglied und Vizepräsident der Leibniz-Sozietät. Besondere Verdienste erwarb sich Johannes Irmscher auch um die Zusammenarbeit der DDR-Forscher mit der internationalen Wissenschaft. In zahlreichen ehrenamtlichen Funktionen, etwa als langjähriger Präsident der Winckelmann-Gesellschaft, leistete er einen bedeutenden Beitrag zur Interdisziplinarität der Altertumswissenschaft. Er war zudem Mitglied des Präsidiums der Historiker-Gesellschaft der DDR und wurde 1989 Ehrenmitglied. 1966 wurde Irmscher der Vaterländische Verdienstorden in Bronze verliehen, 1985 der Nationalpreis der DDR, III. Klasse. Auch als Übersetzer griechischer Geschichtsschreiber (Xenophon) und Philosophen (Platon) tat Johannes Irmscher sich hervor.
Seine vielfältigen internationalen Kontakte nutzte Irmscher auch als Zuträger des Staatssicherheitsdienstes der DDR, für den er seit 1958 als inoffizieller Mitarbeiter arbeitete (IM „Johannes“). Im Vordergrund standen dabei die Informationsgewinnung über die Volksrepublik Albanien und die Anknüpfung von Beziehungen zu Persönlichkeiten in Albanien nach dem Austritt Albaniens aus dem Warschauer Pakt.
Irmscher verstarb im Jahr 2000 überraschend in Rom, wo er an einer wissenschaftlichen Konferenz teilnahm, an den Folgen eines Schlaganfalls. Er wurde auf dem Evangelischen Friedhof Berlin-Rosenthal beigesetzt.

## Werk
Johannes Irmscher war einer der profiliertesten Vertreter der Altertumswissenschaften in der DDR. Er machte sich nicht nur als Forscher, sondern auch als Wissenschaftsorganisator und bei der Popularisierung wissenschaftlicher Ergebnisse in der DDR und weit über deren Grenzen hinaus verdient. Die Spannweite seiner wissenschaftlichen Interessen reichte von Homer bis zur Spätantike, von der Geschichte und Kultur des Byzantinischen Reiches bis zum Nachleben der Antike in der europäischen Kultur. Seine Publikationen sind sehr zahlreich, allein die Deutsche Nationalbibliothek führt über 100 Publikationen. Große Verdienste erwarb sich Johannes Irmscher vor der Akademiereform von 1968 um die Zusammenführung, den Ausbau und die Profilierung der altertumswissenschaftlichen Forschung an der Deutschen Akademie der Wissenschaften zu Berlin (DAW; der späteren Akademie der Wissenschaften der DDR (AdW)) als langjähriger Direktor des Instituts für griechisch-römische Altertumskunde. Nach seiner weitgehenden Entmachtung 1968 blieb er Direktor des Bereiches Griechisch-römische Kulturgeschichte des Zentralinstituts für Alte Geschichte und Archäologie (ZIAGA). Besondere Aufmerksamkeit widmete Irmscher der Arbeit an den in der Tradition des 19. Jahrhunderts stehenden Corpora, Editionsreihen und Zeitschriften der Akademie (zum Beispiel das Corpus Inscriptionum Latinarum) sowie der Neugründung zahlreicher Reihen und Zeitschriften.

## Schriften (Auswahl)
- Praktische Einführung in das Studium der Altertumswissenschaften (Herausgeber), Deutscher Verlag der Wissenschaften, Berlin 1954
- Einführung in die Byzantinistik, Akademie-Verlag, Berlin 1971 (Sammlung Akademie-Verlag 21)
- Sokrates. Versuch einer Biografie, Reclam, 3. Auflage, Leipzig 1982
- Einleitung in die klassischen Altertumswissenschaften. Ein Informationsbuch (Herausgeber), Deutscher Verlag der Wissenschaften, Berlin 1986
- als Hrsg.: Lexikon der Antike. Bibliographisches Institut, 2. Auflage Leipzig 1977; 9. Auflage ebenda 1987.
  - diverse Auflagen sowohl in der DDR als auch in der BRD; sehr verbreitetes Standardwerk, auch als CD-Rom-Version erhältlich.
- Zur Antikerezeption der Französischen Revolution. In: Beiträge zur Geschichtsphilosophie der deutschen Klassik. Collegium Philosophicum Jenense. Heft 8 (hrsg. von Erhard Lange), Hermann Böhlaus Nachfolger, Weimar 1988, S. 234 ff.